# Guerres anglaises (Scandinavie)
Guerres napoléoniennes
Les Guerres anglaises sont une série de conflits qui font partie intégrante des guerres napoléoniennes. Elles furent nommées ainsi à partir du moment où le Royaume-Uni prit part à ce conflit en déclarant la guerre au Danemark au vu des désaccords qui existaient entre les deux pays, à savoir l'attitude favorable adoptée par le Danemark vis-à-vis de la France mais aussi le risque pour les Britanniques que la flotte danoise tombe aux mains des Français. Ces conflits débutèrent par la première bataille de Copenhague en 1801 et sa dernière étape constitue la guerre des canonnières qui se prolongea de 1807 à 1814.

### Copenhague (1801)

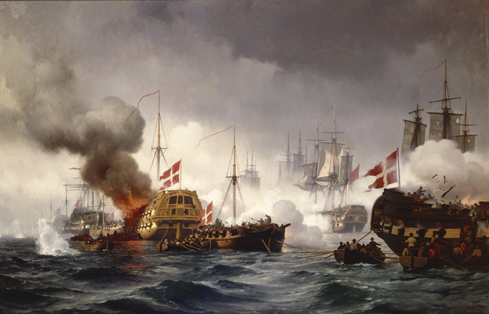
Les vaisseaux de ligne danois Kronborg et Dannebrog au cœur de la bataille.

### Copenhague (1807)

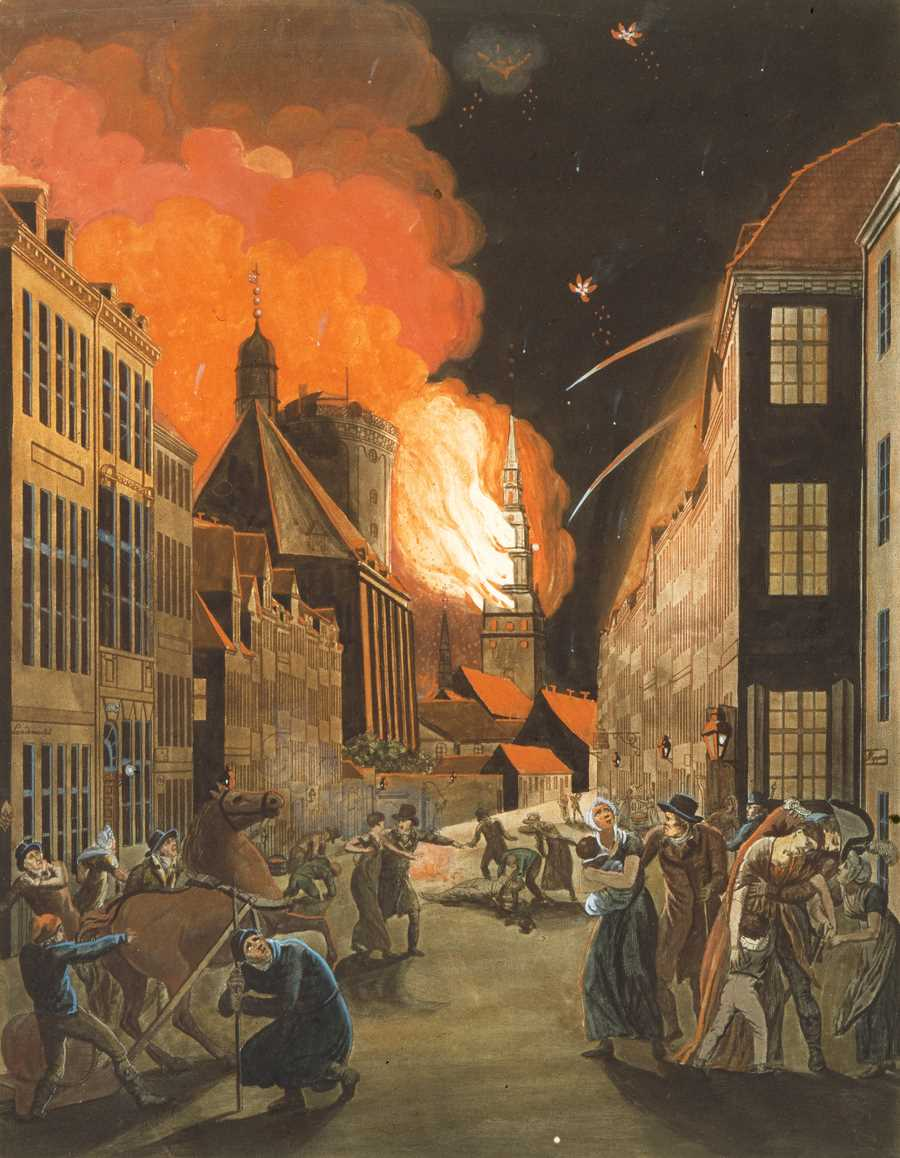
Copenhague en feu, tableau peint par Christoffer Wilhelm Eckersberg

### Alliance avec la France

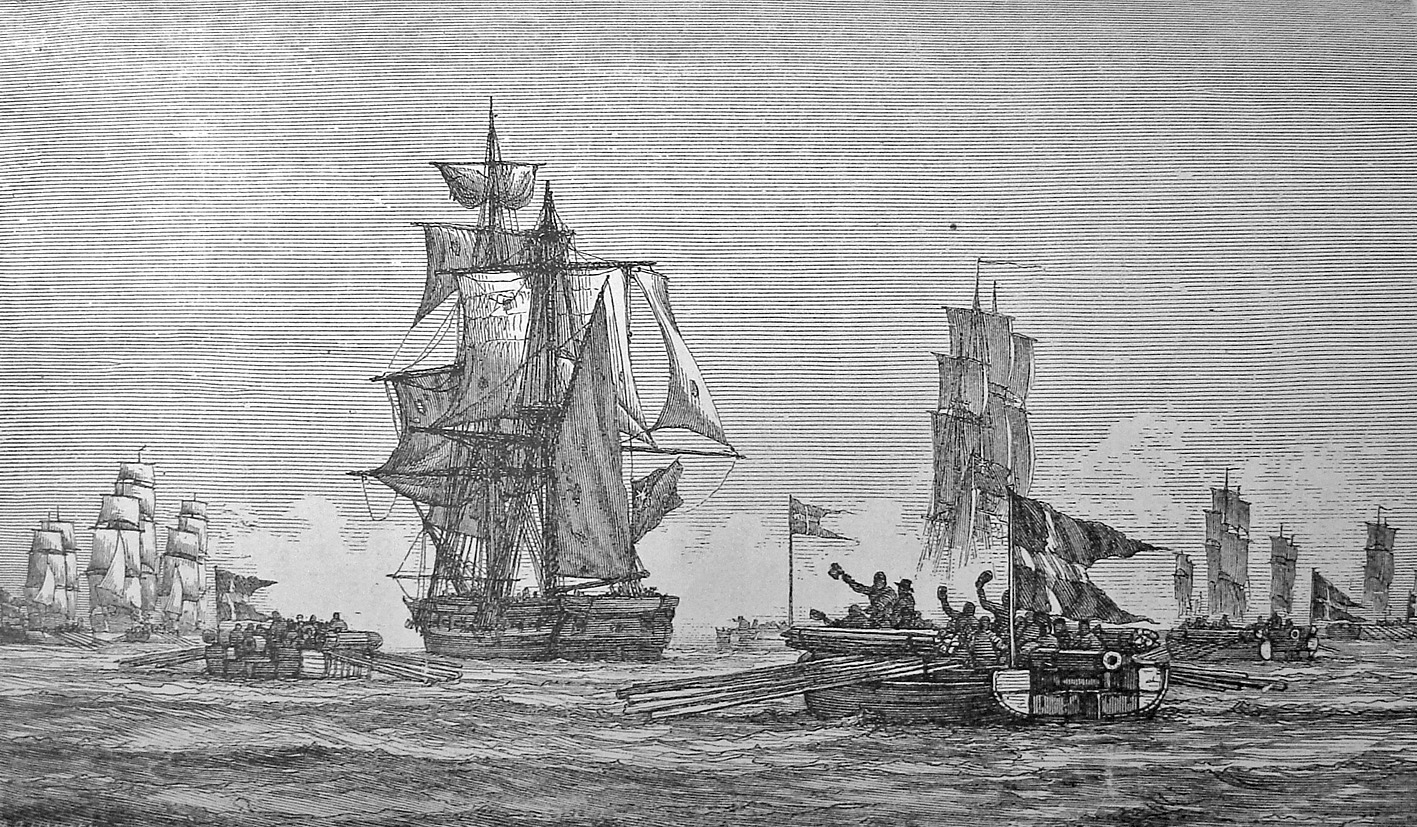
Une canonnière danoise s'empare du HMS Turbulent le 9 juin 1808

## Cours de la guerre

### Faillite des banques danoises
De 1807 à 1813, la guerre se caractérisa par une importante inflation, avec des salaires en hausse de plusieurs centaines de pour cents et un prix du grain bien plus élevé. Il devient de plus en plus difficile pour le Danemark d'entretenir une armée opérant dans le duché de Holstein et de ce fait, le gouvernement danois introduit en 1810 une taxe sur le revenu progressive pour tenter de couvrir le déficit. Mais le Danemark ne possède pas les machines ni les dispositifs administratifs nécessaires pour appliquer ce nouveau système. Ainsi, pour pallier ce manque d'appareils, le gouvernement se voit contraint de combler ce déficit en imprimant de plus en plus de billets de banque. De 1806 à 1813, la valeur de la monnaie fut multipliée par six mais la valeur réelle des billets diminua de façon significative. 
Ainsi, l'État lui-même finit par faire faillite, essayant de remédier à la situation en adoptant en vitesse une réglementation le 5 janvier 1813 visant à changer de système monétaire. Ce changement consista à remplacer les anciennes banques déficitaires par de nouvelles banques étrangères et à frapper de nouvelles pièces de monnaie avec des valeurs fixées contre les billets de banque étrangers. Cela entraina peu d'épargnes et le résultat escompté était loin d'être obtenu. En effet, les personnes se tournèrent davantage vers les bons d'épargne du gouvernement, ou conservèrent leurs billets ayant encore de la valeur.

## Sources
- (en) Cet article est partiellement ou en totalité issu de l’article de Wikipédia en anglais intitulé « English Wars » (voir la liste des auteurs).